# Susan Cabot
Pour les articles homonymes, voir Cabot.
Susan Cabot, née Harriet Shapiro, est une actrice américaine, née le 9 juillet 1927 à Boston (Massachusetts), et morte le 10 décembre 1986 à Encino (Californie).

## Biographie
Née dans une famille juive d'origine russe à Boston, elle est élevée dans huit familles d'accueil différentes. Elle s'intéresse très vite au théâtre et prend des cours d'art dramatique à Manhattan. Après avoir tenté une carrière de chanteuse, elle obtient un petit rôle dans le film d'Henry Hathaway, Le Carrefour de la mort. Deux ans plus tard, elle signe un contrat avec Universal et elle joue dans des westerns et des films d'aventures, aux côtés de Jeff Chandler, de Tony Curtis ou d'Audie Murphy. En 1955, elle rompt son contrat avec la firme. Roger Corman lui propose alors des rôles dans plusieurs de ses films. À partir de 1959, elle a une relation très médiatisée avec le roi Hussein de Jordanie.
En 1964, elle met au monde un fils atteint de nanisme. Se mariant une seconde fois en 1968, elle sombre peu à peu dans la paranoïa.
Le 10 décembre 1986, elle est battue à mort chez elle, à Encino, par son fils.

## Filmographie

### Cinéma
- 1947 : Le Carrefour de la mort (Kiss of Death) d'Henry Hathaway : La patronne du restaurant
- 1950 : On the Isle of Samoa de William Berke : Moana
- 1951 : La Femme à abattre (The Enforcer) de Raoul Walsh et Bretaigne Windust : Nina Lombardo
- 1951 : Tomahawk de George Sherman : Monahseetah
- 1951 : Le Voleur de Tanger (The Prince Who Was a Thief) de Rudolph Maté : Une fille
- 1951 : Les Frères Barberousse (Flame of Araby) de Charles Lamont : Clio
- 1952 : Au mépris des lois (The Battle at Apache Pass) de George Sherman : Nono
- 1952 : Duel sans merci (The Duel at Silver Creek) de Don Siegel : Jane Fargo
- 1952 : Le Fils d'Ali Baba (Son of Ali Baba) de Kurt Neumann : Tala
- 1953 : Le Tueur du Montana (Gunsmoke) de Nathan Juran : Rita Saxon
- 1954 : Chevauchée avec le diable (Ride Clear of Diablo) de Jesse Hibbs : Laurie Canyon
- 1957 : Carnival Rock de Roger Corman : Natalie Cook
- 1957 : Sorority Girl de Roger Corman : Sabra Tanner
- 1957 : The Saga of the Viking Women and Their Voyage to the Waters of the Great Sea Serpent de Roger Corman : Enger
- 1958 : Fort Massacre (Fort Massacre) de Joseph M. Newman : Une fille
- 1958 : Mitraillette Kelly (Machine Gun Kelly) de Roger Corman ; Florence Becker
- 1958 : La Péniche du bonheur (Houseboat) de Melville Shavelson : Mme Eleanor Wilson
- 1958 : War of the Satellites de Roger Corman : Sybil Carrington
- 1959 : Surrender - Hell! de John Barnwell : Delia Guerrero
- 1959 : La Femme guêpe (The Wasp Woman) de Roger Corman et Jack Hill : Janice Starlin

### Télévision
- 1958-1959 : Have Gun - Will Travel (Série TV) : Angela DeMarco / Becky Gray Carver
- 1970 : Bracken's World (en) (Série TV) : Henrietta